# Urula
Urula er en flod som løber ud i nordenden af søen Sperillen, lige syd for Nes i Ådal i Ringerike kommune i Norge. Urula får blandt andet tilførsel fra et stort nedbørsområde (ca. 614 km²) i Vassfaret, blandt andet via Vidøla og Aurdøla som løber ud i Urula i Hedalen (Sør-Aurdal).
Flodsystemet har været beskyttet i henhold til Verneplan I for vassdrag siden 1973 og framstår næsten som urørt. Store dele af floden ligger indenfor Vassfaret/Vidalen naturbeskyttelsesområde og Indre Vassfaret naturbeskyttelsesområde. Urulas udløb i Sperillen har et svingende løb gennem et delta, med flere gamle flodløb og småsøer i forskellige stadier af gengroning. Floden har en god fiskebestand og er ikke forurenet. Ørreder fra Sperillen gyder i Urula.